# 宮崎市立久峰中学校
宮崎市立久峰中学校（みやざきしりつ ひさみねちゅうがっこう）は、宮崎県宮崎市佐土原町にある公立中学校。

## 沿革
- 1986年4月1日 - 広瀬中学校から分離し佐土原町立久峰中学校として開校。
- 2006年1月1日 - 宮崎市への編入に伴い宮崎市立久峰中学校に改称。
- 2011年2月14日 - 校訓を制定[1]。
- 2022年-SPS(セーフティー・プロモーション・スクール)認証
- KKG(感動・感謝・元気)
- 2024年－学習発表会から文化発表会へ改称
- 2025年－空調設備工事、冷房のほかに暖房も完備予定
- 2025年-SPS(セーフティー・プロモーション・スクール)再認証

## 概要
- 生徒総数428名
- 学級数15個（通常学級12、特別支援学級3）
- 職員数39名

（202４年4月1日現在）
- 全校生徒、全職員に1人1台タブレット

## 通学区域
久峰中学校の通学区域には以下の区域が指定されている。
- 広瀬北小学校通学区域
- 広瀬西小学校通学区域

## 交通
- JR九州日豊本線佐土原駅より徒歩10分。
- 宮交シティー佐土原高校前「「小牧台」バス停留所」から徒歩４分

## 行事(例：2023年度)
4月‐新任式・入学式・対面式・第一回参観日・PTA総会
5月‐生徒総会
6月‐地区中体連激励会・私立高校説明会・県立高校説明会・第二回参観日・PTAミニバレー
7月‐体育大会結団式・平和学習・図書館まつり・携帯教室・三者面談
8月‐三者面談
9月‐体育大会・地区中体連激励会・デートDV・立会演説会
10月‐県中体連激励会・文化発表会・生徒会役員退任式任命式
11月‐学校保健委員会・第3回参観日・薬物乱用防止教室・新入生説明会
12月‐修学旅行・人権集会・校内駅伝・ロードレース大会・PTAバザー・
2月‐立志式・第4回参観日
3月‐卒業式・離任式・クラスマッチ・性教育

## 1日のスケジュール
【A日程】
08：25〜08：35（朝の会）
08：45〜12：35（4時間授業）
12：35〜13：15（給食）
13：15〜14：00（昼休み）
14：00〜15：50（2時間授業）
15：55〜16：05（清掃）
16：10〜16：20（帰りの会）
【C日程】
08：10〜08：20（朝の会）
08：30〜12：20（4時間授業）
12：20〜13：00（給食）
13：00〜13：45（昼休み）
13：45〜14：35（1時間授業）
14：40〜14：50（帰りの会）

## 体育大会
- 学級対抗リレー【全学年】
- 徒競走【全学年選抜者以外】
- 特選100ｍ【全学年選抜者のみ】
- 団対抗リレー【全学年選抜者のみ】
- ダンス【3年】
- 団技【全学年】
- エール交換【各団リーダー】

## 文化発表会
- 合唱コンクール【全学年、各クラスずつ】
- 英語暗唱
- 英語弁論
- 吹奏楽部発表
- サイエンスキャンプ報告
- 総合的な学習の発表【各学年代表者】

## 校内駅伝ロードレース大会
駅伝
- 男子3㎞　(2区、4区、6区)
- 女子2㎞　(1区、3区、5区)

ロードレース
- 男子3㎞
- 女子2㎞

※いずれも校内周回コース

## 修学旅行例：2023年度
【2泊3日の関西旅行】

1日目
- 伊丹空港
- 奈良公園
- 説法体験
- 綿善旅館
- 平等院鳳凰堂

2日目
- 京都府内班別自主研修
- 綿善旅館

3日目
- USJ
- 綿善旅館
- 伊丹空港

## 生徒会活動・部活動など
運動部
- 男女バレーボール部
- 男女バスケットボール部
- 男女ソフトテニス部
- 陸上部
- 剣道部
- サッカー部
- 野球部

文化部
- 吹奏楽部
- 美術部

郊外活動
- 硬式テニス部
- 水泳部
- 弓道部

生徒会
- 生徒会執行部
- 学習委員会
- 生活委員会
- 給食委員会
- 整備美化委員会
- 保健体育委員会
- 文化広報委員会
- 図書委員会

## 試験実施状況
4月：
5月：第一回定期テスト（全学年）　校内実力テスト（3年）
6月：　　　　　　　　　　　　　　地区実力テスト（3年）
7月：第二回定期テスト（全学年）
8月：夏休み課題テスト（1、2年）
9月：　　　　　　　　　　　　　　地区実力テスト（3年）
10月：　　　　　　　　　　　　　　地区実力テスト（3年）
11月：第三回定期テスト（全学年）
12月：
1月：　　　　　　　　　　　　　　校内実力テスト（3年）　地区実力テスト（2年）
2月：第四回定期テスト（1、2年）　校内実力テスト（3年）
3月：

## 施設設備
管理棟
【1階】
- 校長室
- 事務室
- 給湯室
- 保健室
- 職員トイレ
- 書庫
- 職員玄関

【２階】
- 職員室
- 職員トイレ
- 更衣室
- 会議室
- 給湯室
- 書庫
- 印刷室
- 支援学級教室
- 放送室

特別教室棟
【１階】
- 生徒玄関
- 生徒会室
- 被服室
- 調理室
- 生物室
- 化学室
- 技術室

【２階】
- 音楽室
- 支援学級教室
- 多目的ホール
- 美術室

普通教室棟

【１階】
- １学年教室
- １学年英語少人数教室
- １学年通級指導教室

【２階】
- ３学年教室
- ３学年英語少人数教室
- ３学年数学少人数教室

【３階】
- ２学年教室
- ２学年英語少人数教室
- ２学年数学少人数教室

屋外
- 体育館
- 武道場
- サッカーコート２面分
- 野球コート
- テニスコート４面
- 部室
- 駐輪場
- 中庭
- 25ｍプール

## 学級
1年生4クラス
２年生4クラス
３年生4クラス
6組・7組・8組.

## 卒業後の主な進学先（例：2023年度）
県立
- 佐土原
- 宮崎北
- 宮崎大宮
- 高鍋
- 高鍋農業
- 宮崎商業
- 妻
- 宮崎東
- 宮崎農業
- 宮崎西
- 宮崎工業
- 都城工業
- 小林

私立
- 宮崎日本大学
- 日章学園
- 鵬翔
- 宮崎第一
- 宮崎学園
- 聖心ウルス
- 日南学園
- 延岡学園
- 八代白百合学園
- 勇志国際
- 陸上自衛隊高等工科学校

## 周辺の学校・幼稚園・保育園
- 宮崎市立広瀬北小学校
- 宮崎市立広瀬小学校
- 宮崎市立広瀬西小学校
- 宮崎市立広瀬中学校
- 宮崎県立佐土原高等学校
- 広瀬共栄幼稚園
- 光が丘幼稚園
- 黒田こども園
- ひろせ幼稚園
- 那珂こども園
- 佐土原幼稚園
- 七つの星幼稚舎
- 中央ウィラこども園
- 久峰保育園
- 原口保育園
- 福島保育園